# Korytnia
Korytnia (ukr. Коритня) – wieś na Ukrainie, w obwodzie czerkaskim, w rejonie humańskim, w hromadzie Monastyryszcze. W 2001 liczyła 1115 mieszkańców, spośród których 1107 wskazało jako ojczysty język ukraiński, 7 rosyjski, a 1 mołdawski.